# Samba-canção
Samba-canção é um subgênero musical originário do samba, que surgiu no final da década de 1920 no seio da modernização do samba urbano do Rio de Janeiro, quando este iniciava seu processo de distanciamento do maxixe.
Também chamado de "samba de meio de ano" (ou seja, sambas feitos fora da  época de Carnaval), em linhas gerais, o samba-canção faz uma releitura mais elaborada na melodia - enfatizando-a - e possui um andamento moderado (o mais lento dentro das vertentes do moderno samba urbano), centrado em temáticas de amor, solidão e na chamada "dor-de-cotovelo". O samba-canção desenvolveu-se a partir de músicos profissionais que tocavam em teatros de revista cariocas. "Linda Flor (Ai, Ioiô)", do compositor Henrique Vogeler e dos letristas Marques Porto e Luís Peixoto, é considerado o marco inaugural desse estilo de samba.
Praticado por autores tão diversificados, o samba-canção teria seu apogeu nas décadas de 1940 e 1950. Entre intérpretes que se destacaram nesse estilo, estão Jamelão e Elizeth Cardoso, que gravaram canções de Lupicínio Rodrigues, Maysa, Ângela Maria, entre outros. Outros grandes compositores de samba escreveram samba-canção, como Noel Rosa ("Pra que mentir"), Cartola ("As rosas não falam"), Nelson Cavaquinho ("A flor e o espinho", com Guilherme de Brito), Ataulfo Alves ("Boêmios").
O ambiente da década de 1950 estimulou a expansão desse gênero no mercado nacional, mas com transformações dentro do estilo -
o que levou alguns estudiosos a marcar uma diferenciação do samba-canção clássico, expressas nos termos (que podem ou não ser considerados como subgêneros, de acordo com cada autor) sambalada e sambolero durante os anos cinquenta. As melodias eram marcadas por influências de gêneros musicais estrangeiros - como a balada estadunidense e o bolero cubano, especialmente enfatizado por orquestras. No que diz respeito às letras, uma interpretação pessimista das propostas ligadas à filosofia existencialista (que traduzem um forte desencanto com o mundo). Esse conteúdo melancólico  mais tarde incorporaria a palavra "fossa" para o subgênero.
Com o surgimento da Bossa Nova, no final da década de 1950, o samba-canção perderia terrreno dentro da música brasileira, mas manteria um vasto e rico acervo de obras em permanente processo de regravações.

## História

### Origens
Como o próprio nome sugere, o samba-canção indica uma aproximação do samba com a canção, sucessora da modinha como modelo básico de música romântica ao longo das décadas de 1920 e 1930. No entanto, antes de se fixar como um subgênero musical no seio do moderno samba urbano carioca (e ao lado do samba carnavalesco), o termo samba-canção designava várias músicas que caberiam dentro dos apelidados "sambas de meio de ano", mas que não eram na verdade sambas-canção como se entenderia a partir da década de 1930. Por exemplo, o samba-maxixe "Jura", de Sinhô, interpretado por Araci Côrtes, que foi lançado em 1929 equivocadamente como um samba-canção. Segundo José Ramos Tinhorão, o samba-canção é resultado de experiências iniciadas por compositores semieruditos como Henrique Vogeler, Heckel Tavares e Joubert de Carvalho, mas passaria paulatinamente ao domínio de compositores oriundos das camadas mais baixas da população, muitos dos quais ignorantes da música formal.
A primeira canção reconhecidamente a fazer sucesso como samba-canção foi "Linda Flor (Ai Ioiô)". A composição da música foi feita pelo maestro Henrique Vogeler, que era diretor-artístico da gravadora Brunswick), e a autoria da letra é da dupla de revistógrafos Luís Peixoto e Marques Porto. As duas primeiras versões foram gravadas, respectivamente, por Vicente Celestino e Francisco Alves. Por exigência de Araci Côrtes, uma nova versão da letra foi reescrita, e obteria grande sucesso.

### Ascensão na década de 1930
A década de 1930 foi o período no qual o samba-canção desenvolveu-se como estilo musical, com a produção de massa desses sambas a partir das mudanças no andamento batucado e simples do samba urbano carioca e da conservação da estrutura musical original. Esse desenvolvimento apoiou-se em um contexto de formação dos programas de auditório nas rádios, ao mesmo tempo em que vinha atender aos consumidores de disco durante o período que se estendia da Quaresma até o mês de setembro, quando se voltava o interesse pelas músicas carnavalescas.
Em um cenário de formação do incipiente mercado fonográfico brasileiro, as gravadoras passaram a contratar os serviços de músicos profissionais. A atuação deles como diretores artísticos marcaria a forma orquestrada pela qual saíam os sambas que lhes eram entregues. Foram estes profissionais os pioneiros na tentativa de adaptação do ritmo do samba, com a modificação do seu andamento, a fim de obter uma forma "mais refinada" de composição, ou seja, um estilo de samba "que permitisse maior riqueza orquestral e um toque de romantismo capaz de servir às letras de fundo nostálgico e sentimental, características das música da classe média brasileira, desde o tempo da modinha imperial". Desta maneira, os primeiros sambas-canções apareciam para atender ao gosto de milhares de cariocas que frequentavam redutos de classe média, como os teatros São José, Fênix, Cassino Beira-Mar e Recreio, onde brilhavam cantores como Araci Côrtes, Francisco Alves e Vicente Celestino.
O maior intérprete de sambas-canções naquele período foi Orlando Silva. De origem humilde (trabalhava como trocador de ônibus), ele foi levado ao rádio por Francisco Alves e se tornou um grande cantor não somente em sambas-canções, como também em todos os gêneros musicais populares à época, como a valsa e o choro. Sua grande capacidade de improvisação vocal era elogiada até por nomes do quilate do cantor italiano Carlos Buti. Vale lembrar também de intérpretes como Vicente Celestino, Silvio Caldas e Augusto Calheiros. Deste período, destacaram-se sambas-canções como "Último desejo" (letra de Noel Rosa), "Menos eu" (de Roberto Martins e Jorge Faraj), "Amigo leal" (de Benedito Lacerda e Aldo Cabral) e "Eu sinto uma vontade de chorar" (de Dunga).

### Auge nas décadas de 1940 e 1950
Depois de um período de grande sucesso nas emissoras de rádio da década de 1930, as marchinhas e os sambas carnavalescos começaram a perder hegemonia, a partir da década de 1940, para temas de conteúdo passional, estrangeiros como a balada, o bolero, a guarânia e o tango, e sobretudo o samba-canção, que foi muito influênciado no período por esses gêneros citados. A indústria fonográfica, especialmente no Rio de Janeiro e em São Paulo, ampliava-se e procura crescer ainda mais no mercado nacional. O público comprador de discos no Brasil era formado principalmente a classe média urbana cada vez mais influênciada pelos costumes do american way of life. Neste contexto, a indústria fonográfica brasileira estimulou uma nova roupagem comercial do samba-canção, adaptado às influências musicais vindas de fora e bastante tocadas nas rádios brasileiras no período.
Lançada entre julho e agosto de 1946 na voz de Dick Farney, "Copacabana" (letra de João de Barro e Alberto Ribeiro) é considerada pelo estudioso Ary Vasconcelos como o marco dessa nova fase do samba-canção -  com "Dick Farney cantando em português com a entonação de cantor americanos (Crosby, Sinatra) (...)". O bairro de Copacabana, por sinal, tornou-se um dos principais redutos desse novo samba-canção, por sua vida noturna intensa de boates e cabarés.
O samba-canção passou a ser vinculado como música de "dor-de-cotovelo" e a excessos sentimentais. As melodias expandiam-se "em contornos mirabolantes, enquanto o acompanhamento exibia soluções orquestrais dramáticas". Nesta fase, despontaram grandes mestres do estilo como Lupicínio Rodrigues ("Vingança", "Nervos de Aço", "Ela disse-me assim", "Nunca", "Loucura", "Sozinha"), Antonio Maria ("Ninguém me ama", "Se eu morresse amanhã de manhã", "Quando tu passas por mim" - esta última composta com Vinicius de Moraes), Herivelto Martins e Dolores Duran. Além destes compositores, outros como  Alberto Ribeiro, Alcir Pies Vermelho, Benny Wolkoff, Luís Bittencourt, Jair Amorim, João de Barro, José Maria de Abreu, Marino Pinto e Mario Rossi e Oscar Belandi começaram a produzir sambas à base de "orquestrações americanizadas", em que Dick Farney "entrava com seu sussurro sobre os acordes jazzísticos do piano". Foram os casos de sucessos como "Barqueiro do São Francisco" (letra de Alberto Ribeiro e Alcir Pires Vermelho), "Aquelas Palavras" (de Benny Wolkonoff e Luís Bittencourt), "Ser ou não ser" (de José Maria de Abreu e Alberto Ribeiro), "Um cantinho e você" e "Ponto final" (ambas de José Maria de Abreu e Jair Amorim), "Olhos Tentadores" (de Oscar Belandi e Chico Silva), "Reverso" (de Marino Pinto e Gilberto Milfont), "Se o tempo entendesse" (de Marino Pinto e Mario Rossi), "O direito de amar" (de Lúcio Alves), "A volta do boêmio" (de Adelino Moreira). Outros dois Tom Jobim fez suas primeiras composições através do samba-canção, como "Incerteza", "Faz uma semana" e "Pensando em você"'. Até nomes consagrados em outros estilos, como Ary Barroso (com "Risque"), Lamartine Babo (com "Serra da Boa Esperança") e Dorival Caymmi (como "Sábado em Copacabana"') arricaram-se em sambas-canções nesse período.
Entre os grandes intérpretes desta fase, temos Nelson Gonçalves, Jamelão, Dircinha Batista, Linda Batista, Elizeth Cardoso, Doris Monteiro, Dalva de Oliveira, Nora Ney, Maysa, Tito Madi e, claro, Dolores Duran - esta também compositora de sucesso. Também surgiu uma nova geração de orquestradores - como Radamés Gnatalli, Custódio Mesquita, Garoto, Zé Menezes, Valzinho, Fernando Lobo. Eles criavam arranjos bastante diferentes daquelse que haviam criado o samba-canção de 20 anos antes. Críticos dessas influências estrangeiras dentro da música brasileira criou-se até designações, de cunho pejorativo, para sambas-canções, chamados de sambaladas ou samboleros.

### Declínio na década de 1960
No entanto, o samba-canção foi perdendo terreno no final da década de 1950 com a redefinição estética dentro do samba trazida pela Bossa Nova. Embora não desaparecesse, seu declínio era evidente a partir da década de 1960, com a diminuição da importância do rádio como veículo de massas, que era o grande divulgador do samba-canção. Entretanto, cantores como Cauby Peixoto e Nelson Gonçalves ajudariam a manter vivo o estilo samba-canção no cancioneiro brasileiro. Outros ainda - como Altemar Dutra, Anísio Silva e Orlando Dias - seguiram uma tendência que se tornaria comum, de exarcebar o sentimentalismo nas interpretações, de tal forma, que passaram a ficar associados a um tipo de música romântica bastante popular, chamada pejorativamente de "cafona", embrião daquilo que mais tarde se cunharia como música brega.